# Lamothe (Haute-Loire)
Lamothe is een gemeente in het Franse departement Haute-Loire (regio Auvergne-Rhône-Alpes) en telt 825 inwoners (2004). De plaats maakt deel uit van het arrondissement Brioude.

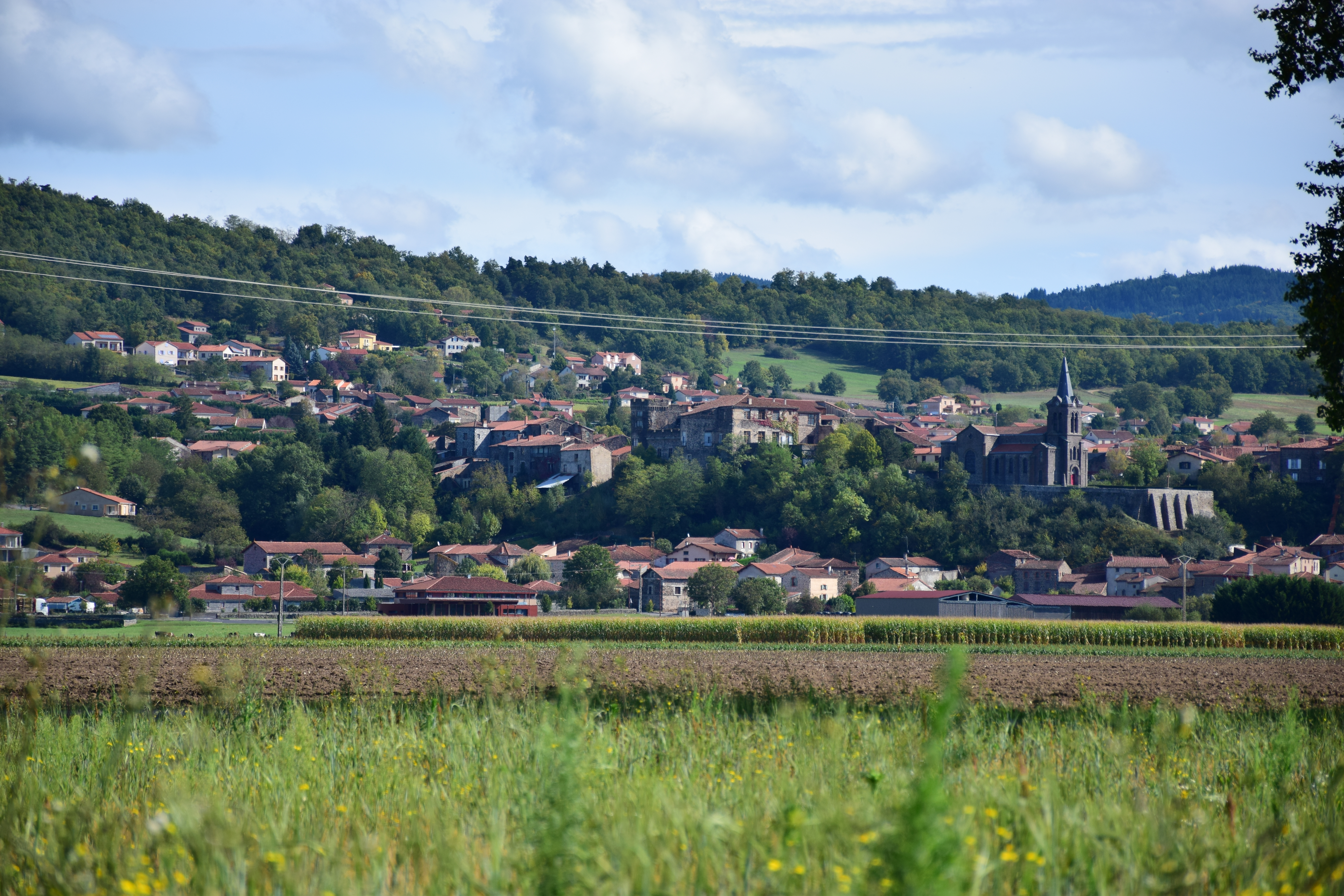
Lamothe
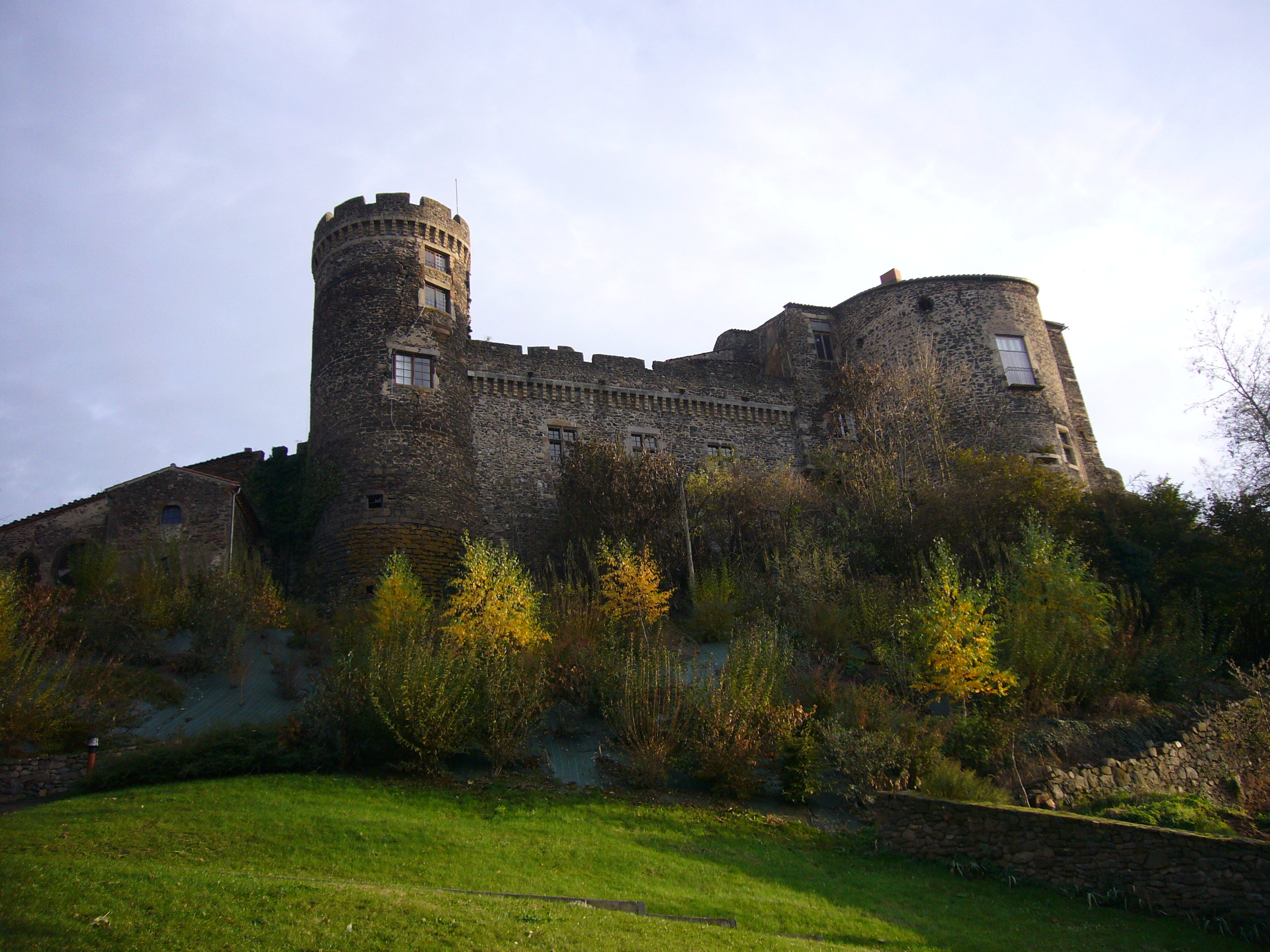
Kasteel van Lamothe

## Geografie
De oppervlakte van Lamothe bedraagt 12,3 km², de bevolkingsdichtheid is 67,1 inwoners per km².
De onderstaande kaart toont de ligging van Lamothe (Haute-Loire) met de belangrijkste infrastructuur en aangrenzende gemeenten.

## Demografie
Onderstaande figuur toont het verloop van het inwonertal (bron: INSEE-tellingen).

1. ↑  Populations de référence 2022.